# ساندي شو
ساندي شو هي محامية صينية، ولدت في 1943.